# Center for Public Integrity
Center for Public Integrity (с англ. — «Центр за честность в обществе», CPI) — американская некоммерческая организация, занимающаяся журналистскими расследованиями. Основана в 1989 Чарльзом Льюисом. Награждена премией Джорджа Полка. Задачей организация называет «разоблачение случаев злоупотребления властью, коррупции и нарушения служебного долга влиятельными государственными учреждениями и частными организациями». Имеет более 50 сотрудников, является одним из крупнейших некоммерческих, неполитических исследовательских центров в Америке. Организация получила Пулитцеровскую премию за выдающееся расследование за 2014 год.
Организация позиционирует себя как независимую от партий и не ведущую пропаганды.
CPI публикует отчеты расследований на своем веб-сайте, в средствах массовой информации в США и по всему миру. В 2004 году книга The Buying of the President была три месяца в списке бестселлеров The New York Times.

## Идеология
В 2012 Редакция The New York Times описала CPI как «внепартийную наблюдательную группу».
По отношению к истории в феврале 1996 года CPI характеризовался как «либеральная группа», пишут Los Angeles Times и The New York Times. Fairness and Accuracy описал CPI как «прогрессивный». Данный расследовательский центр описывает себя как «строго беспартийный».

## Расследования
В первом докладе CPI, «Frontline Trade Official Officers», сообщается, что почти половина должностных лиц из Белого дома, изучавшихся в течение пятнадцатилетнего периода, стала лоббистами в других странах или в зарубежных корпорациях после выхода на пенсию. По словам Льюиса, это «спровоцировало постановление Министерства юстиции, отчет Главного управления бухгалтерского учета, слушания в Конгрессе, а также это было упомянуто четырьмя кандидатами в президенты в 1992 году и частично отвечало за распоряжение президента в январе 1993 года президентом Клинтоном, установив пожизненный запрет на иностранное лоббирование должностными лицами Белого дома».
- Fat Cat Hotel (отель «Жирный кот», англ.), 1996

В 1996 году CPI опубликовала отчет под названием Fat Cat Hotel: «Как демократические хайроллеры получают вознаграждение за ночь в Белом доме». Этот отчет, написанный Маргарет Эбрахим, получил награду от Общества профессиональных журналистов. В докладе рассматривалась связь между ночевками в спальне Линкольна во время президентства Клинтона и финансовыми взносами в Демократическую партию, а также кампанией переизбрания Клинтона.
- Windfalls of War («Неожиданный доход от войны», англ.), 2003

В 2003 году CPI опубликовал «Windfalls of War», в котором утверждается, что вклад в кампанию Джорджа Буша повлиял на распределение контрактов на восстановление Афганистана и в Ирака. Полиция заявляет, что из-за статистически незначительного коэффициента корреляции между пожертвованиями кампании и выигранными контрактами «у CPI нет доказательств, подтверждающих эти утверждения».
- LobbyWatch, 2005

Первые отчеты CPI о LobbyWatch были опубликованы в 2005 году. В опубликованной в январе 2005 года публикации, озаглавленной «Pushing Prescriptions», выяснилось, что крупнейшие фармацевтические компании тратили 675 миллионов долларов в течение семи лет на своё лоббирование.
- «Кто стоит за финансовым кризисом?», 2009

Доклад CPI «Кто стоит за финансовым кризисом?», рассматривающий корни мирового финансового кризиса, был показан во многих СМИ, в результате чего журнал Columbia Journalism Review спросил: «Почему это не газета или журнал?»
- «Табачное подполье», 2010

«Табачное подполье» — проект по отслеживанию глобальной торговли контрабандными сигаретами, подготовленный Международным консорциумом журналистов-корреспондентов CPI. Проект «Табачное подполье» финансировался Школой здравоохранения Джона Хопкинса Блумберга. Это совместный проект Международного консорциумом журналистов-расследователей (ICIJ), Центром по исследованию коррупции и организованной преступности (OCCRP) и журналистами в Боснии и Герцеговине, Румынии, России и Украине. В нем также приняли участие журналисты из Бразилии, Бельгии, Канады, Китая, Италии, Парагвая и Великобритании. Был удостоен престижной «Премии Реннера за публикации о преступлениях» от организации «Журналисты-репортеры и редакторы» (IRE).
- «Сексуальное насилие в студенческом городке», 2010

В 2010 году CPI в партнерстве с Национальным общественным радио опубликовал статью «Сексуальное насилие в университетском городке». В ней сообщается о неудачных попытках колледжей и правительственных учреждений по предотвращению сексуальных посягательств и расследованию случаев сексуального насилия.
- «Секретность за деньги»: оффшорные счета с 2013 года по настоящее время

В 2013 году Международный консорциум журналистов-расследователей опубликовал результаты 15-месячного расследования на основе 260 гигабайт данных о владении тайными оффшорными банковскими счетами. Эти данные были получены Джерардом Райлом в результате его расследования скандала с компанией Firepower. ICIJ сотрудничала с Guardian, BBC, Le Monde, Washington Post, SonntagsZeitung, Süddeutsche Zeitung и NDR для выпуска серии расследований об оффшорных банках. ICIJ и агентства-партнеры использовали информацию о владельцах средств, чтобы опубликовать сведения о коррупции правительств во всем мире и схемах уклонения от налогов, используемых богатыми людьми.

## Международный консорциум журналистов-расследователей
В 1997 году CPI создал Международный консорциум журналистов-расследователей, по состоянию на 2021 год состоящий из 280 журналистов из разных стран. Крупнейшими расследованиями консорциума стали публикации документов о коррупции и уходе от уплаты налогов мировыми лидерами — Панамские документы (2016), Райские документы (2017) и Архив Пандоры (2021). Директором c 2011 года является Джерард Райл. Консорциум раз в два года вручает премию имени Дэниела Перла за выдающиеся международные журналистские расследования. В 2017 году консорциум отделился в полностью независимую организацию.